# 北川貴理
北川 貴理（きたがわ たかまさ、1996年9月5日 - ）は、福井県出身の陸上競技選手。専門は短距離走。400mの自己ベストは45秒48。2016年リオデジャネイロオリンピック男子4×400mリレーの日本代表。

## 経歴
福井県出身。敦賀市立粟野中学校、敦賀高等学校、順天堂大学（スポーツ健康科学部スポーツ科学科）卒業。富士通陸上競技部在籍。

### 中学生時代まで
小学生の時から足は速く、走るのは好きだった。しかし、当時の習い事は習字くらいで、スポーツはドッヂボールクラブに顔を出す程度だったという。中学に進学して陸上部に入るか迷っていたが、担任であり陸上部顧問の先生から「迷っているならとりあえず入ってみれば？」と言われ、陸上部に入部。3年時には全日本中学校選手権へ初出場を果たしている（結果は200mで予選敗退）。

### 高校生時代

#### 2012年
敦賀高校に進学。当初は100mと200mをやるつもりで入ったが、高校では週に3回ほど400mを走る練習があり、初めて走った400mを52秒で走った。練習では先輩たちに勝てることがあり、少しは通用するのかなと思っていたが、気づいたら400mにエントリーされていたという。1年時には4×400mリレーのメンバーとしてインターハイ初出場を果たした（結果は予選敗退）。

#### 2013年
- 7月、インターハイの400mに初出場を果たす。大会前の自己ベストは48秒05だったが、予選から決勝まで全て47秒台をマークし、2年生で唯一決勝に進出して7位入賞[1]。
- 10月、国民体育大会少年A400mでも2年生で唯一決勝に進出し、決勝では高2歴代9位の記録となる46秒98で2位に入った。

#### 2014年
- 7月、世界ジュニア選手権4×400mリレー決勝で3走（ウォルシュ・ジュリアン、油井快晴、北川、加藤修也）を務め、3分04秒11のジュニアアジア記録（ジュニア世界歴代4位）を樹立して銀メダル獲得した[2]。世界ジュニア選手権から帰国してすぐに出場したインターハイでは、400m決勝を高校歴代10位タイ（当時）の記録となる46秒57で制し、自己ベストを0秒41更新して初優勝を成し遂げた[3]。
- 8-9月、国別対抗戦のデカネーション400mで初めてシニアの日本代表と国際大会を経験すると[4]、大陸別対抗戦のコンチネンタルカップ4×400mリレーにはアジア・太平洋代表（メンバーは日本学生選抜）として出場した。
- 10月、日本ジュニア選手権400mを制し、国民体育大会少年A400mも高校歴代8位（当時）の記録となる46秒46で制して高校3冠を達成した。

#### 2015年
- 1月、日本陸上競技連盟からダイヤモンドアスリートの1期生に認定された（2020年東京オリンピックにおいてメダルか入賞が狙えそうな有望な若手選手たちを選出。連盟から海外遠征などの支援を受けられる）[5]。

### 大学生時代

#### 2015年
- 4月、順天堂大学に進学。
- 4-5月、織田記念国際400mで2位に入り、世界リレーの4×400mリレー日本代表に選出[6]。世界リレーではシニアの日の丸を背負い、初の世界大会を経験した。
- 6月、アジア選手権の400mと4×400mリレーに出場し、400mは決勝で46秒33の自己ベストタイ（当時）をマークして5位入賞、4×400mリレーではアンカーを務めて銅メダルを獲得した。
- 6月、初出場となった日本選手権の400mは予選で日本歴代9位（当時）の記録となる45秒52をマーク。2015年北京世界選手権の参加標準記録（45秒50）に肉薄し、それまでの自己ベスト（46秒33）を大幅に更新して決勝に進出したが、決勝は4位で表彰台を逃した。
- 7月、ユニバーシアードの400mと4×400mリレーに出場し、400mは決勝でセカンドベストの46秒03をマークして7位入賞、4×400mリレーでは3走を務めて銀メダルを獲得した（当初は4位のゴールだったが、2カ国が失格になり2位に繰り上がった）[7]。
- 8月、北京世界選手権の4×400mリレー日本代表に選出[8]。迎えた世界選手権では予選でアンカー（田村朋也、金丸祐三、小林直己、北川）を務めたが、3分02秒97の組7着（全体15位）で決勝進出はならなかった。
- 9月、日本インカレの400mと4×400mリレーに出場し、400mは同じ北京世界選手権の4×400mリレー代表だった小林直己らを破り、昨年の加藤修也に続いて1年生優勝を成し遂げた。2走を務めた4×400mリレーでは第60回大会以来24年ぶりとなる順天堂大学の優勝に貢献し[9]、400mとの2冠を達成した。

#### 2016年
- 6月25日、日本選手権の400m決勝で45秒93をマークして3位に入り、初の表彰台に上った。この結果を受け、リオデジャネイロオリンピックの4×400mリレー日本代表候補に選出された（日本が出場権を獲得すれば日本代表となる）[10]。出場権を獲得するには、有効期間内にマークした上位2レースの合計タイムで世界ランキング16位以内に入らなければならなかった。
- 7月、日本はリレーのランキングを上げるため、3日に日中韓3カ国交流陸上、10日には大阪選手権に参加。北川は両レースで3走を務めたが、日中韓3カ国交流陸上は3分04秒62、ラストチャンスとなった大阪選手権は3分02秒11に終わり、ランキングは17位にとどまった。しかし、ランキングで16位以内のロシアがドーピング問題で出場できなくなったため、繰り上がりで日本が出場権を獲得した[11]。
- 8月19日、リオデジャネイロオリンピックの4×400mリレー予選でオリンピックデビューを果たすと、3走（ウォルシュ・ジュリアン、田村朋也、北川、加藤修也）を務め、日本チームの中で一番のラップタイム（45秒36）をマークした。日本は3分02秒95の組7着に終わり、決勝に進出することはできなかった[12]。

#### 2017年
- 昨シーズンの秋に左第5中足骨基部骨折した影響で長い距離の練習をできず、痛みを抱えたまま新シーズンを迎えた[13]。
- 6月23日、日本選手権の400m予選で日本歴代10位の45秒48をマークし、ロンドン世界選手権の参加標準記録（45秒50）を突破。翌日の決勝はタイムを落としたものの45秒76で初優勝を飾り、ロンドン世界選手権の日本代表に内定した[14]。

### 社会人時代
2019年4月、富士通に入社。
2022年10月、富士通退社。

## 人物・エピソード
- 父はバドミントン、母は陸上経験者。弟の温矩は走高跳の選手で、2015年インターハイで2位の実績を持つ。
- 特技は習字。陸上以外で得意なスポーツはバスケットボール。
- 2014年のインターハイは世界ジュニア選手権に出場したため、7月29日の17時に成田空港に到着、22時30分に甲府入り、翌日に400mを走るというハードスケジュールだった。しかし、疲労の影響がありながらも決勝では高校歴代10位タイ（当時）の記録となる46秒57をマークして優勝した。北川は「日本代表に選ばれ、ジュニアアジア新も銀メダルも手にして、それで負けたら日本代表として恥ずかしい」とレース後にコメントしている[3]。

## 自己ベスト
- 記録欄の（　）内の数字は風速（m/s）で、+は追い風を意味する。

| 種目 | 記録          | 年月日        | 場所   | 備考         |
| ---- | ------------- | ------------- | ------ | ------------ |
| 100m | 10秒64 (+0.8) | 2014年6月1日  | 福井市 |              |
| 200m | 21秒56 (-0.9) | 2016年6月4日  | 印西市 |              |
| 400m | 45秒48        | 2017年6月23日 | 大阪市 | 日本歴代10位 |

## 主な成績
- 主要大会を記載。備考欄の記録は当時のもの

### 国際大会
| 年         | 大会                      | 場所             | 種目    | 結果 | 記録            | 備考                   |
| ---------- | ------------------------- | ---------------- | ------- | ---- | --------------- | ---------------------- |
| 2014 (高3) | 世界ジュニア選手権        | ユージーン       | 4x400mR | 2位  | 3分04秒11 (3走) | ジュニアアジア記録     |
| 2014 (高3) | デカネーション            | アンジェ         | 400m    | 4位  | 46秒86          |                        |
| 2014 (高3) | コンチネンタルカップ (en) | マラケシュ       | 4x400mR | 4位  | 3分03秒77 (2走) | アジア・太平洋代表     |
| 2015 (大1) | 世界リレー (en)           | ナッソー         | 4x400mR | 予選 | 3分06秒38 (4走) | 全体17位               |
| 2015 (大1) | アジア選手権              | 武漢             | 400m    | 5位  | 46秒33          | 自己ベストタイ         |
| 2015 (大1) | アジア選手権              | 武漢             | 4x400mR | 3位  | 3分03秒47 (4走) |                        |
| 2015 (大1) | ユニバーシアード (en)     | 光州             | 400m    | 7位  | 46秒03          |                        |
| 2015 (大1) | ユニバーシアード (en)     | 光州             | 4x400mR | 2位  | 3分07秒75 (3走) | 4位から2位に繰り上がり |
| 2015 (大1) | 世界選手権                | 北京             | 4x400mR | 予選 | 3分02秒97 (4走) | 全体15位               |
| 2016 (大2) | 日中韓3カ国交流陸上       | 金泉             | 4x400mR | 優勝 | 3分04秒62 (3走) |                        |
| 2016 (大2) | オリンピック              | リオデジャネイロ | 4x400mR | 予選 | 3分02秒95 (3走) | 全体13位               |
| 2017 (大3) | 世界選手権                | ロンドン         | 400m    | 予選 | 47秒35          | 全体45位               |
| 2017 (大3) | ユニバーシアード (en)     | 台北             | 400m    | 予選 | 47秒85          | 全体22位               |

### 日本選手権
- 4x400mRは日本選手権リレーの成績

| 年         | 大会    | 場所     | 種目    | 結果 | 記録            | 備考                     |
| ---------- | ------- | -------- | ------- | ---- | --------------- | ------------------------ |
| 2015 (大1) | 第99回  | 新潟市   | 400m    | 4位  | 46秒67          | 予選45秒52：日本歴代9位  |
| 2016 (大2) | 第100回 | 名古屋市 | 400m    | 3位  | 45秒93          |                          |
| 2016 (大2) | 第100回 | 横浜市   | 4x400mR | 5位  | 3分10秒36 (1走) |                          |
| 2017 (大3) | 第101回 | 大阪市   | 400m    | 優勝 | 45秒76          | 予選45秒48：日本歴代10位 |

### その他
- タイムレースで総合8位以内に入れなかった場合は「決勝」と記載

| 年         | 大会                     | 場所     | 種目    | 結果   | 記録            | 備考                     |
| ---------- | ------------------------ | -------- | ------- | ------ | --------------- | ------------------------ |
| 2011 (中3) | 全日本中学校選手権       | 奈良市   | 200m    | 予選   | 22秒88 (+1.1)   |                          |
| 2012 (中3) | 日本ジュニア室内大阪     | 大阪市   | 60m     | 予選   | 7秒49           |                          |
| 2012 (高1) | インターハイ             | 新潟市   | 4x400mR | 予選   | 3分19秒26 (2走) |                          |
| 2013 (高2) | インターハイ             | 大分市   | 400m    | 7位    | 47秒89          |                          |
| 2013 (高2) | インターハイ             | 大分市   | 4x100mR | 予選   | 41秒70 (3走)    |                          |
| 2013 (高2) | インターハイ             | 大分市   | 4x400mR | 予選   | 3分16秒63 (4走) |                          |
| 2013 (高2) | 国民体育大会             | 調布市   | 400m    | 2位    | 46秒98          | 高2歴代9位               |
| 2013 (高2) | 日本ユース選手権         | 名古屋市 | 200m    | 4位    | 21秒89 (+0.8)   |                          |
| 2013 (高2) | 日本ユース選手権         | 名古屋市 | 400m    | 優勝   | 47秒94          |                          |
| 2014 (高2) | 日本ジュニア室内大阪     | 大阪市   | 60m     | 予選   | 7秒13           |                          |
| 2014 (高3) | インターハイ             | 甲府市   | 400m    | 優勝   | 46秒57          | 高校歴代10位タイ         |
| 2014 (高3) | インターハイ             | 甲府市   | 4x400mR | 準決勝 | 3分17秒48 (4走) |                          |
| 2014 (高3) | 日本ジュニア選手権       | 名古屋市 | 100m    | 準決勝 | 10秒83 (0.0)    |                          |
| 2014 (高3) | 日本ジュニア選手権       | 名古屋市 | 400m    | 優勝   | 47秒28          |                          |
| 2014 (高3) | 国民体育大会             | 諫早市   | 100m    | 準決勝 | 10秒67 (-0.2)   |                          |
| 2014 (高3) | 国民体育大会             | 諫早市   | 400m    | 優勝   | 46秒46          | 高校歴代8位              |
| 2014 (高3) | 国民体育大会             | 諫早市   | 4x100mR | 準決勝 | 40秒14 (4走)    |                          |
| 2015 (大1) | 織田記念                 | 広島市   | 400m    | 2位    | 46秒52          |                          |
| 2015 (大1) | 関東インカレ (1部)       | 横浜市   | 400m    | 6位    | 47秒14          | 準決勝46秒33：自己ベスト |
| 2015 (大1) | 関東インカレ (1部)       | 横浜市   | 4x400mR | 2位    | 3分06秒39 (4走) |                          |
| 2015 (大1) | 日本インカレ             | 大阪市   | 400m    | 優勝   | 46秒34          |                          |
| 2015 (大1) | 日本インカレ             | 大阪市   | 4x400mR | 優勝   | 3分06秒79 (2走) |                          |
| 2016 (大2) | ゴールデングランプリ川崎 | 川崎市   | 400m    | 7位    | 46秒82          |                          |
| 2016 (大2) | 関東インカレ (1部)       | 横浜市   | 400m    | 6位    | 47秒47          |                          |
| 2016 (大2) | 関東インカレ (1部)       | 横浜市   | 4x400mR | 3位    | 3分05秒82 (3走) |                          |
| 2016 (大2) | 日本学生個人選手権       | 平塚市   | 400m    | 2位    | 46秒80          |                          |
| 2016 (大2) | 日本インカレ             | 熊谷市   | 400m    | 予選   | 47秒29          |                          |
| 2016 (大2) | 日本インカレ             | 熊谷市   | 4x400mR | 5位    | 3分06秒90 (2走) |                          |
| 2016 (大2) | 国民体育大会             | 北上市   | 400m    | 優勝   | 47秒22          |                          |
| 2017 (大3) | 静岡国際                 | 袋井市   | 400m    | 優勝   | 46秒55          |                          |
| 2017 (大3) | 関東インカレ (1部)       | 横浜市   | 400m    | 優勝   | 46秒17          |                          |
| 2017 (大3) | 関東インカレ (1部)       | 横浜市   | 4x400mR | 2位    | 3分06秒47 (1走) |                          |
| 2017 (大3) | 日本インカレ             | 福井市   | 400m    | 予選   | 48秒79          |                          |
| 2017 (大3) | 日本インカレ             | 福井市   | 4x400mR | 予選   | 3分09秒87 (4走) |                          |
| 2018 (大4) | 静岡国際                 | 袋井市   | 400m    | 決勝   | 49秒76          |                          |
| 2018 (大4) | 日本インカレ             | 川崎市   | 400m    | 準決勝 | 47秒25          |                          |
| 2018 (大4) | 日本インカレ             | 川崎市   | 4x400mR | 予選   | 3分10秒04 (1走) |                          |